# Sylphia
Sylphia é um género botânico pertencente à família das orquídeas (Orchidaceae).